# マットくん
マットくんは、日本の男性紙芝居師。マット前転という芸名で劇団　IQ5000に所属し俳優活動もしている。

## 来歴
東京都葛飾区出身。
劇団IQ5000に所属して腹筋善之介に師事した。2014年まで泉放送制作で俳優として活動する。
同年より、紙芝居師として活動を始めた。2018年より芸能事務所　MANKAI production　に所属する。
紙芝居師活動のほかにイラストも描き、特に企業用の紙芝居の製作・LINEスタンプの販売も行っている。また、飲食チェーン店　すたみな太郎のバイキングエキスパートという一面も持つ。
2020年5月 全国の紙芝居師とともに、自宅で楽しめるよう紙芝居動画共同製作作品「STAY WARS」を公開。東京新聞・中日新聞・沼津朝日新聞・読売新聞・大阪日日新聞・静岡新聞・Yahoo!ニュースなどに取り上げられる。

## レパートリー
紅白の腹掛け・神社の鈴を首から下げた縁起のよい姿による「お祭り紙芝居」。その他、江戸の文化を交えた人情物（大江戸ヒューマンドラマ）の紙芝居、和楽器を組み合わせた篠笛紙芝居などがある。
また、オリンピック・パラリンピックの紙芝居をし、都内の教育施設を廻る。さらに、東京オリンピック2020の聖火ランナーとして選ばれた。
東京都の芸術文化活動支援事業「アートにエールを！東京プロジェクト」で企画が採用され、防犯紙芝居動画に出演。
2023年2月 足立区の魅力が区内外に広く伝わる内容を動画で競う「第12回あだちワンダフルＣＭグランプリ」で足立区浴場組合賞を受賞。